# Pustodol
Pustodol is een plaats in de gemeente Donja Stubica in de Kroatische provincie Krapina-Zagorje. De plaats telt 582 inwoners (2001).